# Monte Rantemario
O Monte Rantemario (em indonésio:  Bulu Rantemario ou Gunung Rantemario, vulcão Rantemario) é a montanha mais alta da ilha de Celebes, na Indonésia. Fica na província de Celebes do Sul.